# (36779) 2000 SW1
2000 SW1 (asteroide 36779) é um asteroide da cintura principal. Possui uma excentricidade de 0.30716750 e uma inclinação de 7.65415º.
Este asteroide foi descoberto no dia 20 de setembro de 2000 por LINEAR em Socorro.